# Białocin (województwo łódzkie)
Białocin – wieś w Polsce położona w województwie łódzkim, w powiecie piotrkowskim, w gminie Rozprza.
W latach 1975–1998 miejscowość administracyjnie należała do województwa piotrkowskiego.
W Białocinie funkcjonuje Ochotnicza Straż Pożarna założona w 1956 roku, znajduje się tu również hydrofornia zasilająca w wodę większą część gminy Rozprza.